# Silence is Golden
Silence Is Golden é o título da canção gravada originalmente pelo grupo estadunidense The Four Seasons, tendo sido composta pelo produtor do grupo Bob Crewe e por seu membro Bob Gaudio.
A canção integra o lado B do disco, que traz no lado A o single "Rag Doll", também escrita pela dupla Crewe/Gaudio, e que atingira o topo das paradas dos EUA.

## Versão deThe Tremeloes
A banda britânica The Tremeloes voltou a gravar a canção, desta feita usando de um arranjo próprio, que no dia 18 de maio de 1967 atingiu o topo das paradas do Reino Unido. Ocupou essa posição por três semanas.

## Histórico das posições
| Chart (1967)                  | Peak position |
| ----------------------------- | ------------- |
| Austrália (Go-Set)            | 3             |
| Austrália (Kent Music Report) | 5             |
| Áustria                       | 4             |
| Bélgica                       | 10            |
| Canadá RPM Top Singles        | 8             |
| Alemanha                      | 8             |
| Irlanda                       | 1             |
| Holanda                       | 5             |
| Nova Zelândia                 | 1             |
| Noruega                       | 1             |
| África do Sul (Springbok)     | 1             |
| Espanha                       | 10            |
| Reino Unido                   | 1             |
| U.S. Billboard Hot 100        | 11            |
| U.S. Cash Box Top 100         | 9             |

| Chart (1967)           | Rank |
| ---------------------- | ---- |
| Canadá                 | 53   |
| Reino Unido            | 12   |
| África do Sul          | 1    |
| U.S. Billboard Hot 100 | 45   |
| U.S. Cash Box          | 56   |